# Psalmopoeus ecclesiasticus
Psalmopoeus ecclesiasticus là một loài nhện trong họ Theraphosidae.
Loài này thuộc chi Psalmopoeus. Psalmopoeus ecclesiasticus được Mary Agard Pocock miêu tả năm 1903.